# Roberto Frigerio
Pour les articles homonymes, voir Frigerio.
Roberto Frigerio, né le 16 mai 1938 au Havre en France et mort le 9 avril 2023,, est un footballeur international suisse, qui évoluait au poste d'attaquant.

## Biographie

### Carrière en club
Avec le club du FC Bâle, il remporte un championnat de Suisse et une Coupe de Suisse. Il dispute deux matchs en Coupe d'Europe des clubs champions avec cette équipe lors de la saison 1967-1968.
Il remporte également une Coupe de Suisse avec La Chaux-de-Fonds et une autre avec Lausanne-Sport.
Il inscrit 22 buts en championnat lors de la saison 1961-1962, puis 21 buts la saison suivante.

### Carrière en sélection
Avec l'équipe de Suisse, il joue un match, sans inscrire de but. Il s'agit d'une rencontre face à la Tchécoslovaquie disputée le 3 mai 1967.
Il figure dans le groupe des sélectionnés lors de la Coupe du monde de 1962. Lors du mondial organisé au Chili, il ne joue aucun match.

## Palmarès
| FC Bâle - Championnat de Suisse (1) : - Champion : 1966-67. - Coupe de Suisse (1) : - Vainqueur : 1966-67. - Coupe des Alpes (0) : - Finaliste : 1968. |  | Lausanne-Sport - Coupe de Suisse (1) : - Vainqueur : 1963-64. |  | La Chaux-de-Fonds - Coupe de Suisse (1) : - Vainqueur : 1960-61. |